# Paramount Network
Paramount Network är en kabel-tv-kanal som tidigare hette The Nashville Network (TNN) från starten 1983 fram till 2000 och Spike TV under åren 2003-2006, med ett flertal andra namn innan kanalen ändrade till det nuvarande namnet den 18 januari 2018.
Den grundades av Gaylord Entertainment Company och Group W Satellite Communications i mars 1983. När TNN skulle byta namn till Spike TV år 2003 stämdes kanalen av filmregissören Spike Lee eftersom han ansåg att det fanns en risk att tittarna skulle associera kanalen med honom.